# Xã Dexter, Quận Mower, Minnesota
Xã Dexter (tiếng Anh: Dexter Township) là một xã thuộc quận Mower, tiểu bang Minnesota, Hoa Kỳ. Năm 2010, dân số của xã này là 310 người.